# Philidor-Verteidigung
|   | a | b | c | d | e | f | g | h |   |
| 8 |   |   |   |   |   |   |   |   | 8 |
| 7 |   |   |   |   |   |   |   |   | 7 |
| 6 |   |   |   |   |   |   |   |   | 6 |
| 5 |   |   |   |   |   |   |   |   | 5 |
| 4 |   |   |   |   |   |   |   |   | 4 |
| 3 |   |   |   |   |   |   |   |   | 3 |
| 2 |   |   |   |   |   |   |   |   | 2 |
| 1 |   |   |   |   |   |   |   |   | 1 |
|   | a | b | c | d | e | f | g | h |   |

Die Grundstellung der Philidor-Verteidigung nach 2. … d7–d6
Bei der Philidor-Verteidigung handelt es sich um eine Eröffnung des Schachspiels. Sie zählt zu den Offenen Spielen und beginnt mit den Zügen 1. e2–e4 e7–e5 2. Sg1–f3 d7–d6. Die Philidor-Verteidigung entwickelt sich aus dem Königsspringerspiel.

## Hintergrund
Von dem Namensgeber François-André Danican Philidor wurde diese Verteidigungsstrategie als die beste gegen das Königsspringerspiel angesehen. Philidor schlug zudem vor, dass Schwarz im nächsten Zug durch den Bauernzug nach f5 zu einem Gegenangriff ansetzen sollte.
Nach der üblichen Fortsetzung 3. d2–d4 lässt sich aber 3. … f7–f5?! laut Siegbert Tarrasch leicht widerlegen, zum Beispiel durch
4. e4xf5
(Paul Keres hielt 4. Lf1–c4 für besser. Hierbei treibt auf 4. … f5xe4 das Springeropfer 5. Sf3xe5 d6xe5 nach 6. Dd1–h5+ Ke8–d7 7. Dh5–f5+ Kd7–c6 8. Df5xe5 den schwarzen König ins Freie. Keres gab auch 4. d4xe5 f5xe4 5. Sf3–g5 d6–d5 6. e5–e6 Lf8–c5 7. Sb1–c3! an. 7. Sg5–f7 findet die Erwiderung Dd8–f6 8. Dd1–d2 Lc8xe6 9. Sf7xh8 Sg8–h6 10. Sb1–c3 Sh6–g4)
e5–e4 5. Sf3–g5 Lc8xf5 6. Sb1–c3 Sg8–f6 7. f2–f3 d6–d5
(7. … Dd8–e7 8. f3xe4 Lf5xe4 9. Sg5xe4 Sf6xe4 10. Lf1–b5+ c6 11. 0–0!)
8. f3xe4 Lf5xe4
( 8. … d5xe4? 9. Lf1–c4)
9. Sc3xe4 Sf6xe4 10. Sg5xe4 d5xe4 11. Dd1–h5+ g7–g6 12. Dh5–e5+ Ke8–d7 13. g2–g3!
(13. De5xh8?? Lf8–b4+!)
Kd7–c8 14. Lf1–h3+ Sb8–d7 15. Lc1–g5
mit großem Vorteil für Weiß. Daher ist die Variante mit frühem f7–f5 aus der Praxis verschwunden.
3. d2–d4 Lc8–g4?! geschah in der berühmten Partie Morphy – Karl von Braunschweig und Graf Isoard, Paris 1858.
Gesündere Entgegnungen auf 3. d2–d4 sind 3. … e5xd4, was den schwarzen Zentrumseinfluss leicht schwächt oder 3. … Sb8–d7, vorgeschlagen vom amerikanischen Meister Hanham, um den Zentrumsbauern e5 zu stützen.
Zur Verbesserung des Hanham-Aufbaus wird 3. … Sg8–f6 gezogen, um erst nach 4. Sb1–c3 Sb8–d7 zu ziehen.
Laut Jörg Hickl ist die Variante nach 4. d4xe5 d6xe5 (4. … Sf6xe4 5. Dd4–d5! Se4–c5 6. Lc1–g5 Lf8–e7 7. e5xd6 Dd8xd6 8. Sb1–c3) 5. Dd1xd8+ Ke8xd8 ausgeglichen, da die schwarze Beengtheit aufgelöst wird.
Schwarz baut sich normalerweise mit Le6, Ld6, Ke7, h6, a6, Sc6 auf und kann dann mittels Thb8 (die d-Linie wird ja vom Läufer blockiert) am Damenflügel angreifen.
Der Doppelbauer nach 6. Lf1–c4 Lc8–e6 7. Lc4xe6 f7xe6 kontrolliert wichtige Felder im Zentrum, die sonst der weiße Springer besetzen könnte.
3. d2–d4 e5xd4 4. Sf3xd4 Sg8–f6 5. Sb1–c3 Lf8–e7 ist die Antoschin-Variante. Ein Motiv für Schwarz ist nach seiner kurzen Rochade, mit Tf8–e8 und Le7–f8 Druck auf e4 auszuüben. Nach 6. Lc1–f4 0–0 7. Dd1–d2 c7–c6 8. 0–0–0 b7–b5 wird der d-Bauer unter Umständen geopfert, um den Weißen in der Entwicklung zu überflügeln und einen Angriff bei heterogenen Rochaden zu starten.
3. … e5xd4 4. Dd1xd4 führt nach Sb8–c6 5. Lf1–b5 zur Steinitz-Verteidigung der Spanischen Partie. Das geschah zum Beispiel in Adams – Torre, New Orleans 1920.
Die Philidor-Verteidigung wird heute nur noch selten gespielt. Sie zählt zu den passivsten Strategien, die Schwarz wählen kann. Einer ihrer größten Experten sind der deutsche Großmeister Thomas Luther sowie der Internationale Meister Christian Seel. In der Weltspitze bedient sich der Europameister von 2005 Liviu-Dieter Nisipeanu gelegentlich dieser Eröffnung.

## Eröffnungsfallen und Kurzpartien
Aus der Philidor-Verteidigung heraus haben sich einige bekannte Kurzpartien entwickelt.
Das wohl bekannteste Motiv ist das „Matt des Légal“ oder Seekadettenmatt. Weitere Kurzpartien, alle ausgehend von der Diagrammstellung oben:

### Leonhardt – N. N. (1912)
Eine spitzfindige Falle mit Damengewinn spielte Paul Saladin Leonhardt 1912 in Hamburg gegen einen Unbekannten.
3. d2–d4 Sb8–d7
4. Lf1–c4 c7–c6
5. Sf3–g5 Sg8–h6
6. a2–a4!? Der weiße Textzug bereitet einen geschickten Damenfang vor. Lf8–e7?? (Dieser natürlich wirkende Entwicklungszug verliert prompt! Besser ist hier 6. … e5xd4)
7. Lc4xf7+! Sh6xf7
8. Sg5–e6 Dd8–b6
9. a4–a5! Der vorbereitete Bauernzug zeigt nun seine Zielsetzung. Db6–b4+
10. c2–c3 Db4–c4
11. Se6–c7+ Das Zwischenschach rettet den Springer und nimmt der schwarzen Dame das letzte Fluchtfeld. Ke8–d8
12. b2–b3
mit Damengewinn; Schwarz gab auf.

### Mlotowski – Deacon (1913)
Die folgende Mattidee entstammt der Blindpartie zwischen Mlotowski und Deacon. Sie wurde 1913 in Philadelphia gespielt.
3. d2–d4 f7–f5? ( 3. … Lc8–g4?! geschah in Paul Morphy’s Opernpartie. )
4. d4xe5 f5xe4
5. Sf3–g5 d6–d5
6. Sb1–c3 Lf8–b4
7. e5–e6! Lb4xc3+?
8. b2xc3 Sg8–h6
9. Dd1–h5+ Ke8–f8
10. Lc1–a3+ Kf8–g8
11. Dh5–f7+ Sh6xf7
12. e6xf7#

### Rodzinski – Aljechin (1913)
Die Eröffnungsfalle entstammt einer Partie zwischen Rodzinski und dem späteren Schachweltmeister Alexander Aljechin, gespielt 1913 in Paris:
3. Lf1–c4 Sb8–c6
4. c2–c3 Lc8–g4
Hier bereits leitete Aljechin die Mattfalle ein, er ließ seinen Damenflügel ungeschützt, Rodzinski ging darauf ein. In der Folge blieb der weiße König in der Mitte, was zu einem schnellen Matt führte.
5. Dd1–b3?!
(Besser eventuell 5. h3)
5. … Dd8–d7
6. Sf3–g5 Sg8–h6
7. Lc4xf7+ Sh6xf7
8. Sg5xf7 Dd7xf7
9. Db3xb7 Ke8–d7
10. Db7xa8 Df7–c4!
11. f2–f3 Lg4xf3!
12. g2xf3 Sc6–d4!
13. d2–d3 Dc4xd3!
14. c3xd4 Lf8–e7!
15. Da8xh8 Le7–h4#

### Bernstein – Tartakower (1937)
Eine schöne Falle, gespielt 1937 in Paris zwischen Ossip Bernstein und Savielly Tartakower.
3. d2–d4 Sg8–f6 4. d4xe5 Sf6xe4 5. Lf1–c4
(5. Dd5! Sc5 6. Lg5 Le7 7. exd6 Dxd6 8. Sc3 gilt heute als bestes für Weiß)
Lc8–e6
(Mit diesem Zug wich Tartakower von der Theorie ab. Empfohlen wird 5. … c6, doch Tartakower stellte eine Falle)
6. Lc4xe6 f7xe6
7. Dd1–e2 d6–d5
8. De2–b5+ Sb8–c6
9. Sf3–d4 Dd8–d7
10. Db5xb7 Lf8–b4+!!
11. c2–c3 Sc6xd4!!
12. Db7xa8+ Ke8–e7
13. Da8xh8 Dd7–b5!
14. Dh8xg7+ Ke7–e8
15. Dg7–g4 Db5–d3
16. Lc1–d2 Sd4–c2+
17. Ke1–d1 Se4xf2+
mit Damenverlust; Bernstein gab auf.